# Tammie Jo Shultsová
Tammie Jo Shultsová, rodným jménem Bonellová je americká kapitánka dopravních letadel u společnosti Southwest Airlines a bývalá stíhací pilotka. Byla jednou z prvních ženských stíhačů v námořnictvu Spojených států.
17. dubna 2018 byla kapitánem letu 1380 z New Yorku do Dallasu. Během letu došlo ve výšce deset kilometrů k odtržení části krytu motoru. Odtržená část rozbila okno letadla. Shultsová s poškozeným letadlem bezpečně přistála. Jeden pasažér nehodu nepřežil.